# Jamaah Ansharut Daulah
Jamaah Ansharut Daulah (JAD, literalmente Ayudantes de la Congregación Estatal) es una organización yihadista vinculada con los atentados de Surabaya de 2018, así como los atentados en la Catedral de Jolo de 2019. Se informa que el Estado Islámico de Irak y el Levante (ISIS) se atribuyo la responsabilidad de ambos ataques. El grupo había sido identificado por el Departamento de Estado de los Estados Unidos como una organización terrorista en 2017.Está prohibido en Irak  e Indonesia. También figura como organización terrorista por el como organización terrorista por el Consejo de Seguridad de las Naciones Unidas el 4 de marzo de 2020.

## Historia
La historia del JAD aún no está clara debido a la naturaleza reservada del grupo. Sin embargo, actualmente se conocer varias pequeñas porciones de su historia. 

### 2005: Como parte del Frente de Defensores Islámicos
El Frente de Defensores Islámicos (FPI), en el momento de su existencia, era conocido por tener una coordinación flexible a pesar de la complejidad de su estructura y rango. Aunque las redes penetran a nivel distrital y subdistrito, están poco coordinadas y, a menudo, separándose del FPI. Entre muchos de sus capítulos, la rama del FPI de Lamongan, fue conocida por su extremismo y su relación con los yihadistas deñ Dr. Azahari y Noordin M. Top, oriundos de Malasia
Zainal Anshori, el entonces líder del JAD, fue jefe de la rama de Lamongan de 2005 a 2008. Fue designado por el líder nacional Muhammad Rizieq Shihab para dirigir al capítulo. Anres del nombramiento, era conocido como un activista islámico que actuaba de forma independiente para realizar redadas con su grupo contra "indeseables" y elementos no islámicos, realizando "limpiezas" en las zonas. Sin embargo, todo cambió cuando la rama involucrada con, Jamaah Islamiyah y su contacto con Aman Abdurrahman [id], terrorista islámico, junto a la muerte de Dr. Azahari y Noordin M. Top. A partir de ahí, el FPI Lamongan, hacia el extremismo islámico.Afectado por la ideología del extremismo islámico, el FPI Lamongan utilizó un enfoque extremo al imponer la doctrina islámica de amr ma'ruf nahy munkar (ordenar el bien y prohibir el mal). También suelen utilizar fuerza excesiva. El 10 de agosto de 2008, Muhammad Rizieq Shihab advirtió a sus seguidores que perpetraron un brutal ataque contra un vendedor de alcohol en una de sus redadas. Debido a sus actos extremos, el FPI de  Lamongan fue desafiliado del grupo cerca de 2010. A pesar de esto, los simpatizantes siguieron con sus actividades como rama desautorizada, y enfrentándose a locales que no se adaptan a su visión.
Durante su confesión, el 9 de febrero de 2021, Zainal Anshori afirmó que la semilla del JAD nación en este período.

### 2014 - 2018: Inicio como JAD y actividad armada
Aman Abdurrahman fue recapturado por las fuerzas del orden por su participación en el entrenamiento de terroristas de JAT por las fuerzas del orden en Jantho (Aceh) en 2010 y por ayudar a escapar a uno de los autores de los atentados con bombas de Bali de 2002 junto a Azahari y Noordin. Poco después del anuncio de la formación de ISIS por parte de Abu Bakr Al-Baghdadi, le juró lealtad en junio de 2014 durante su encarcelamiento en el Centro de Detención Kembang Kuning, isla de Nusa Kambangan. Posteriormente redactó un concepto de organización que apoyará a ISIS en Indonesia. Algún tiempo después, Zainal Anshori y Marwan lo visitaron.En noviembre de 2014, se formó JAD.En ese majlis ta'lim, Aman Abdurrahman se convirtió en el  Abdurrahman se convirtió en el líder espiritual del grupo, Marwan se convirtió en el Emir nacional, Zainal Anshori se convirtió en el Emir de Java Oriental, otros tienen cada uno de sus puestos específicos establecidos.
Durante su tiempo en activo, el JAD participó en varios ataques terroristas, en particular, los ataques de Yakarta de 2016, el atentado con bomba en la iglesia de Samarinda de 2016, los atentados de Yakarta de 2017, el enfrentamiento de Mako Brimob de 2018 y los atentados de Surabaya de 2018 .

### 2018-presente: Acciones tras la Disolución
El 21 de junio de 2018, Joko Widodo firmó la Ley n.º 5 de 2018, como modificación de la Ley n.º 15 de 2003 (Ley de Leyes Antiterroristas). La ley otorgó poderes muy amplios a las fuerzas del orden para arrestar a terroristas y presuntos terroristas.. Con la nueva ley, incluso la pertenencia a una organización terrorista anunciada es suficiente para capturar a sus miembros.
El 31 de julio de 2018, un tribunal del sur de Yakarta dictó sentencia. El fallo, conocido como fallo n.º 809/Pid.Sus/2018/PN JKT.SEL del Tribunal de Distrito del Sur de Yakarta, prohibió la organización y permitió el arresto de todos sus miembros y organizadores.
Incluso después de su disolución, JAD sigue activo de forma clandestina. Después de la disolución, ocurrieron el atentado suicida de Medan en 2019, el ataque en Daha de 2020 (que dejó un gendarme y un atacante muertos) y el ataque con bomba en la catedral de Makassar en 2021. Aparte de los ataques, se cree que dos miembros del JAD llevaron a cabo el asalto con cuchillo al ministro de seguridad Wiranto el 10 de octubre de 2019, lo que provocó la hospitalización de Wiranto. Otras tres personas, incluido un policía, fueron apuñaladas y resultaron heridas.
Todavía es difícil eliminar a la JAD, debido a que cada célula del grupo es autónoma y no tiene figuras ni cadena de mando. Incluso es posible que cada célula no se conozca entre sí. Debido a que es autónomo y tiene una presencia generalizada en todo el país, los múltiples ataques de las células JAD pueden ocurrir casi al mismo tiempo, o incluso puede desencadenar el efecto dominó que se desencadenó con un acto de una célula.
El 7 de diciembre de 2022, alrededor de las 8:20 a. m., Hora de Indonesia occidental (UTC+7), un incidente de atentado suicida ocurrió en una comisaría de la Policía Nacional de Indonesia en el distrito de un atentado suicida en la estación de policía de Astana Anyar, Bandung, Java Occidental. El atacante y un policía murieron a causa de la explosión, mientras que 11 personas resultaron heridas, entre ellas 3 policías. La policía reveló la identidad del autor y su afiliación seis horas después del ataque. El general de policía Listyo Sigit Prabowo, jefe de la Policía Nacional de Indonesia, dio a conocer que el perpetrador estaba afiliado a la sucursal de JAD Bandung.

## Elementos conocidos
JAD en realidad es el nombre de una organización que agrupa a 24 grupos que juraron lealtad al califa de ISIS,pero probablemente más de 24. Estos grupos son.
1. Jamaah Tauhid wal-Jihad (Congregación de la Unidad y la Jihad).
2. Mujahideen del este de Indonesia (Mujahideen del este de Indonesia).
3. Mujahideen de Indonesia Occidental (Mujahideen de Indonesia Occidental).
4. Jamaah Ansharut Tauhid, Facción de Abu Bakar Ba'asyir.
5. Grupo Bima Iskandar.
6. Darul Islam Sucursal Banten.
7. Hizb-ut Tahrir Indonesia Facción Muhajirun.
8. Frente Jundullah
9. Majmu'ah al-Arkhabiliy (Grupos Archipiélagos), también era conocido como Katibah Nusantara Lid Daulah Islamiyah.[34] Este grupo no opera en Indonesia, sino que es una sucursal de JAD que opera en las regiones del norte de Siria y está formada por miembros de Indonesia, Malasia y Filipinas.[30][34]
10. Katibah Al-Iman.
11. Foro de partidarios de Daulah Islamiyah (Foro de partidarios de Daulah Islamiyah).
12. Foro de Activistas de la Sharia Islámica (Foro de Activistas de la Sharia Islámica), o FAKSI.
13. Movimiento Estudiantil por la Sharia Islámica (Movimiento Estudiantil por la Sharia Islámica), o Gema Salam.
14. Anillo Banten. Este grupo es un grupo escindido de Darul Islam y era parte de la red Jemaah Islamiya. Fue el grupo donde Imam Samudra se entrenó en el radicalismo islámico y el extremismo islámico.[35][36][37]
15. Pendukung dan Pembela Daulah (Partidarios y Defensores del Daulah), o PPD.
16. Gerakan Reformasi Islam (Movimiento de Reformación Islámico).
17. Asybal Tauhid Indonesia.
18. Kongres Umat Islam Bekasi (Congreso Bekasi de la Umma Islámica).
19. Ikhwan Muwahid Indunisy (Hermandad de los monoteístas de Indonesia).
20. Jazirah Al-Mulk Ambon (Tierra peninsular de los reinos de Ambon).
21. Gerakan Ansharul Khilafah Jawa Timur (Movimiento de los Salvadores del Califato de Java Oriental).
22. Grupo Halawi Makmun .
23. Gerakan Tauhid Lamongan (MovimientoLamongan Tawhid).
24. Khilafatul Muslimin Indonesia (no confundir con la organización del mismo nombre, Khilafatul Muslimin)
25. Umat Islam Nusantara (Nusantara Umma Islámica).

### Personas clave
- Aman Abdurrahman: conceptualizador y líder espiritual, actualmente encarcelado.
- Marwan (nombre de guerra): Abu Musa): líder nacional/Emir de JAD en 2014. Se informó que fue a Siria varias semanas después de convertirse en Emir.
- Zainal Anshori: Emir de JAD Java Oriental y posterior líder nacional/Emir de JAD desde 2014 hasta su disolución. Actualmente encarcelado.
- Saiful Munthohir (nombre de guerra: Abu Gar): Emir del JAD Ambon y jefe de la División Paramilitar Ashkary, brazo armado del JAD. Actualmente encarcelado.